# Classe Kuma
La classe Kuma fu una classe di incrociatori leggeri della Marina imperiale giapponese, composta da cinque unità entrate in servizio tra il 1920 e il 1921.
Potenziamento dei precedenti "esploratori" della classe Tenryu, i Kuma furono impiegati nel corso della seconda guerra mondiale nei ruoli di conduttore di flottiglia e unità di scorta, prendendo parte a diverse azioni nel corso delle operazioni belliche sul fronte dell'Oceano Pacifico. Delle cinque unità della classe quattro andarono perdute per eventi bellici, tutte nel 1944, in attacchi di sommergibili o velivoli degli Alleati. L'unico superstite della classe, l'incrociatore Kitakami, fu radiato dal servizio e demolito nell'immediato dopoguerra.

## Caratteristiche

### Il progetto

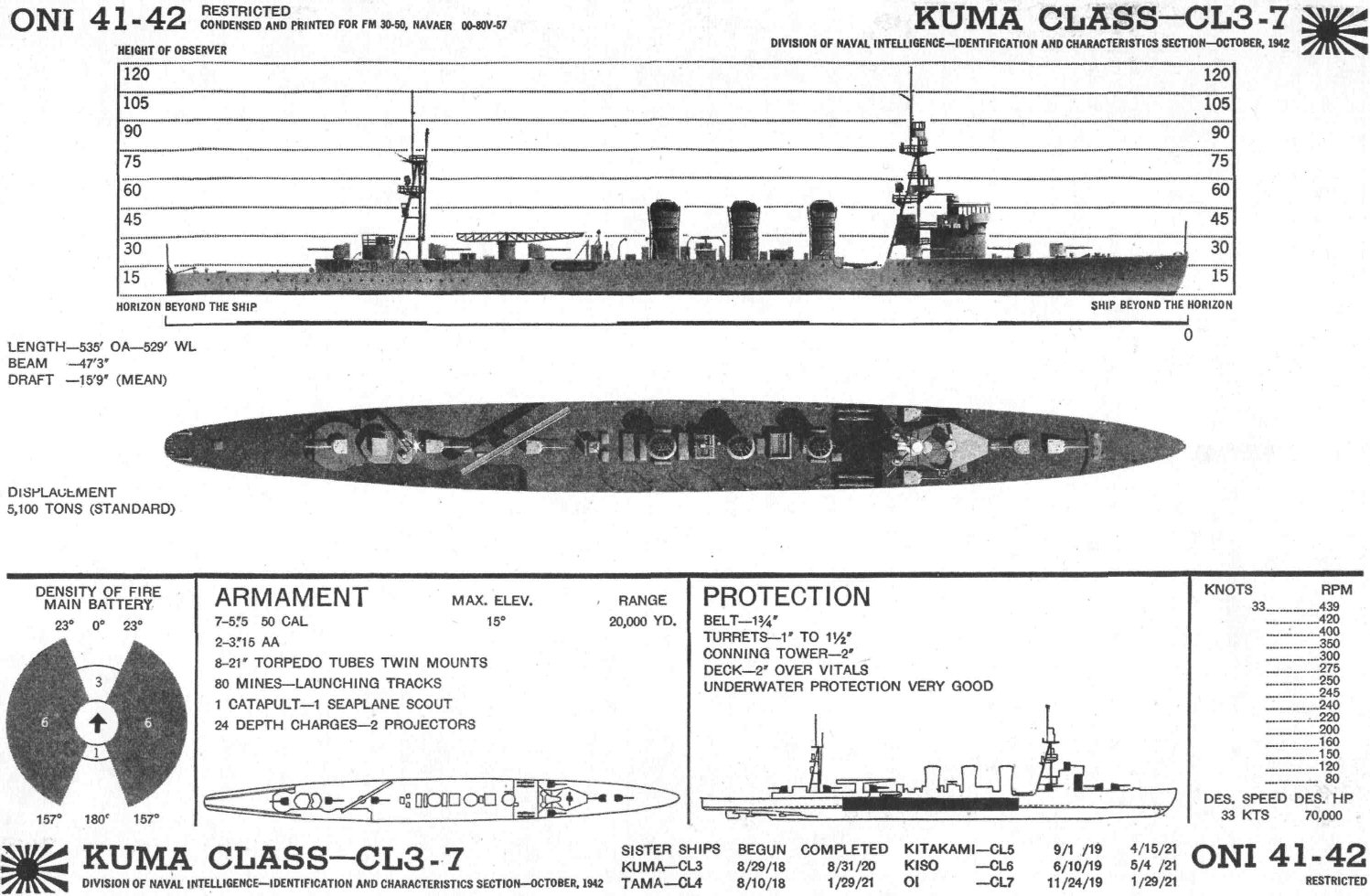
Schema delle unità

La costruzione della futura classe Kuma fu autorizzata nel luglio 1917, anche se il progetto venne rivisto rispetto ai piani iniziali. In origine i Kuma dovevano essere una versione migliorata dei precedenti due conduttori di flottiglia della classe Tenryu, progettati nel 1915 e prima classe di questo tipo entrata in servizio nella Marina nipponica: navi da 3 500 tonnellate di dislocamento e armate con quattro cannoni calibro 140 mm e sei tubi lanciasiluri. Secondo i piani sarebbero state realizzate altre sei unità di questo tipo, seguite da altre tre di dimensioni maggiori e con dislocamento aumentato a 7 200 tonnellate che avrebbero funto da unità da esplorazione e avanguardia per la flotta principale ("esploratori" secondo la designazione dell'epoca). Questi piani vennero tuttavia rivisti quando furono rese note le caratteristiche della classe Omaha, la nuova classe di incrociatori leggeri della United States Navy messa in costruzione nel 1918: navi da 7 100 tonnellate di dislocamento che surclassavano i Tenryu tanto a velocità (35 nodi contro 33) quanto ad armamento (otto cannoni da 152 mm contro quattro da 140 mm). In luogo delle sei unità tipo "Tenryu migliorato" e dei tre esploratori da 7.200 toonnellate si decise quindi di realizzare un'unità intermedia più polivalente, buona tanto per i ruoli di esploratore quanto per quelli di capoflottiglia per le formazioni di cacciatorpediniere, dal dislocamento di 5 500 tonnellate e dall'armamento più potente dei precedenti Tenryu; furono autorizzate otto unità di questo tipo, anche se poi quelle effettivamente realizzate furono cinque: la costruzione delle restanti tre fu assorbita nel progetto di una versione migliorata dei Kuma, la classe Nagara.
I Kuma riprendevano l'architettura di base dei Tenryu, ma con uno scafo più lungo e dal dislocamento maggiore. Lo scafo dei Kuma era lungo fuori tutto 162,2 metri (152,4 metri tra le perpendicolari, 158,5 metri alla linea di galleggiamento), per una larghezza massima di 14,2 metri e un pescaggio di 4,8 metri; alla costruzione il dislocamento standard si aggirava sulle 5 500 tonnellate, cifra che saliva a 5 832 tonnellate con la nave a pieno carico. Le sovrastrutture comprendevano una torre di comando a prua sormontata da un albero, tre fumaioli a centro nave e un albero secondario a poppa. L'equipaggio ammontava a 438-450 tra ufficiali e marinai.

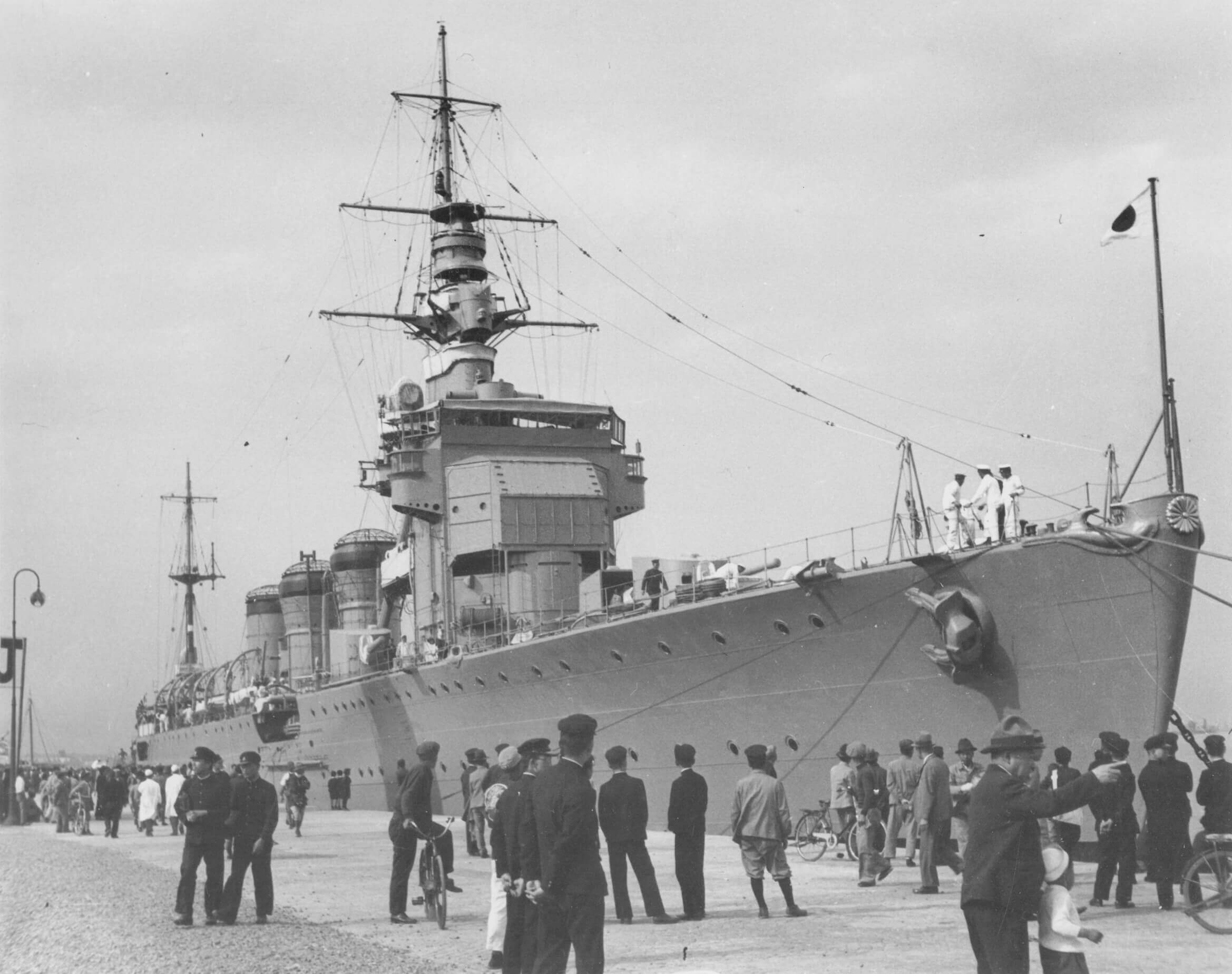
Il Kiso in porto nel 1937

Il grosso dell'aumento del dislocamento dei Kuma rispetto ai Tenryu era dato dall'installazione di un apparato motore più potente, necessario per fornire ai nuovi incrociatori una velocità nettamente maggiore rispetto ai predecessori e in linea con quella delle nuove unità statunitensi. L'apparato motore dei Kuma si basava su quattro turbine a vapore della Mitsubishi-Parsons-Gihon (della Brown-Curtis per il solo Oi) alimentate da dodici caldaie Kampon ad alimentazione mista olio combustibile-carbone e azionanti quattro alberi motore. La potenza complessiva si aggirava sui 90 000 shp (rispetto ai 51 000 shp dei Tenryu), il che garantiva una velocità massima di 36 nodi (67 km/h) (a fronte dei 33 dei Tenryu); l'autonomia si aggirava sulle 4 000 miglia nautiche (7 400 km) alla velocità di crociera di 14 nodi (26 km/h), oppure sulle 9 000 miglia nautiche (17 000 km) alla velocità ridotta di 10 nodi (19 km/h).
L'armamento principale dei Kuma era rappresentato da sette cannoni da 140 mm Type 3 (invece dei quattro dei Tenryu), alloggiati in altrettanti impianti singoli scudati: due a prua uno dietro l'altro, uno su ogni lato della torre di comando e tre a poppa sempre uno dietro l'altro. Come protezione antiaerea erano disponibili due cannoni da 76 mm Type 3 e due mitragliatrici da 6,5 mm, collocate a centro nave. L'armamento silurante, come sui Tenryu, era rappresentato da quattro impianti binati di tubi lanciasiluri da 533 mm. Le navi potevano inoltre imbarcare e rilasciare 48 mine navali. La protezione era data da una cintura corazzata spessa 63 mm e un ponte corazzato spesso 29 mm; la torre di comando aveva una blindatura spessa 51 mm sui fianchi e 25 mm sul tetto.

### Modifiche successive

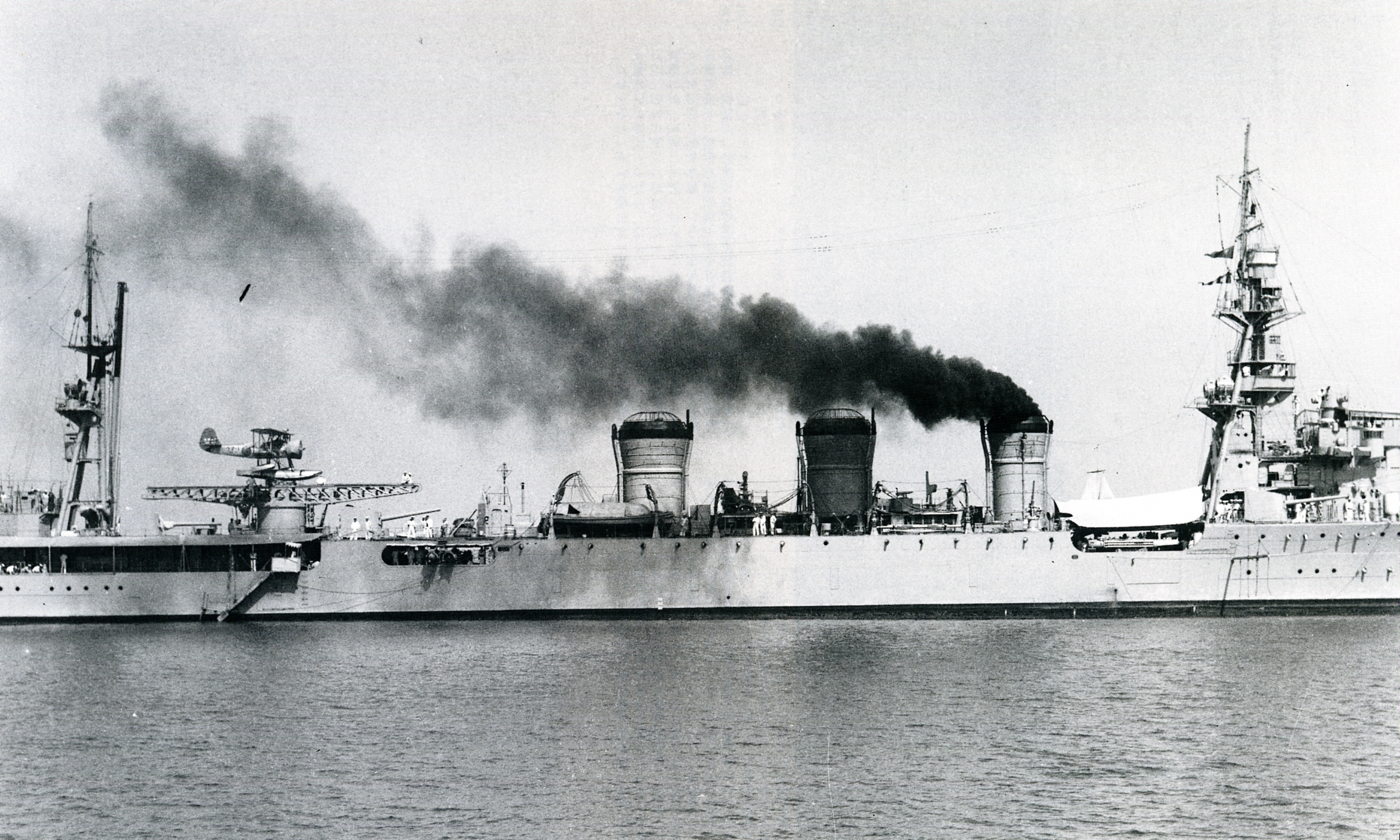
La sezione centrale del Kuma fotografata nel 1935; notare, a sinistra dell'immagine, l'idrovolante montato sulla catapulta a poppa

Nel corso della loro carriera i Kuma subirono numerose modifiche rispetto alle caratteristiche iniziali, in particolare per quanto riguardava l'armamento ma non solo. Tra il 1932 e il 1934 sul Kuma e sul Tama venne installata una catapulta per il lancio di un idrovolante da ricognizione, collocata a poppa su un supporto rotante posto in mezzo tra due impianti di cannoni da 140 mm. L'apparato motore delle unità venne invece modernizzato tra il 1935 e il 1936, quando le caldaie da alimentazione mista furono sostituite con altre alimentate unicamente a olio combustibile. Al fine di aumentare la stabilità delle unità e la riduzione dei pesi in alto, tra le varie misure adottate, fu imbarcata una zavorra solida del peso di 100-200 tonnellate (in aggiunta alla possibilità di imbarcare ulteriori 200-289 tonnellate di acqua di zavorra nel doppio fondo dello scafo). Le varie sistemazioni fecero aumentare il dislocamento a pieno carico fino a quasi 8 000 tonnellate, ma ebbero effetti anche sulla velocità massima che calò a 32 nodi.
L'armamento antiaereo fu modificato e modernizzato più volte negli anni 1930 e 1940: gli obsoleti cannoni da 76 mm e le mitragliatrici furono dapprima rimpiazzati da impianti binati e singoli di mitragliere da 13,2 mm Type 93, poi sostituiti da due impianti binati di mitragliere da 25 mm Type 96. Durante gli anni della seconda guerra mondiale il numero delle armi da 25 mm fu più volte aumentato fino a un totale di 50 pezzi, sbarcando anche uno o due dei cannoni da 140 mm e l'idrovolante con la sua catapulta per fare loro spazio; furono inoltre aggiunti anche un impianto binato di cannoni da 127 mm Type 89 a impiego duale antinave/antiaereo nonché degli apparati radar.
Il Kitakami e l'Oi furono le unità che subirono i cambiamenti più radicali. Nel 1941 le due unità furono convertite in "incrociatori torpediniere": l'armamento d'artiglieria fu ridotto ai due complessi da 140 mm collocati a prua e quattro impianti binati di mitragliere da 25 mm, mentre tutto lo spazio a centro nave (allargato con degli sponson sui due lati) fu dedicato all'installazione di dieci impianti quadrupli di lanciatori per i nuovi siluri Type 93 da 610 mm (cinque per fiancata); anche il Kiso avrebbe dovuto essere convertito in questa configurazione, ma il progetto venne abbandonato a causa di una penuria di lanciasiluri da 610 mm. La sistemazione dei due "incrociatori torpediniere" non durò a lungo, e nel 1942 si decise di convertire entrambe le unità in navi da trasporto truppe veloci: il numero di impianti quadrupli di lanciasiluri fu ridotto a sei e lo spazio così liberato fu impiegato per imbarcare due mezzi da sbarco classe Daihatsu, oltre ad altre armi da 25 mm antiaeree e un impianto per il lancio di bombe di profondità; più avanti i pezzi da 140 mm furono rimpiazzati da due impianti binati di cannoni da 127 mm, mentre sul Kitakami il numero di lanciasiluri fu ulteriormente ridotto a due impianti quadrupli per aumentare il numero dei Daihatsu imbarcati a sei.
Nel 1945 infine il Kitakami fu riconvertito in unità avvicinatrice per i siluri pilotati tipo "Kaiten": fino a otto Kaiten potevano essere alloggiati negli sponson dell'incrociatore, caricati a bordo tramite una gru e calati in mare da uno scivolo posto a poppa. Per fare loro posto furono sbarcati tutti i restanti impianti lanciasiluri, i mezzi da sbarco, due degli alberi motore e metà delle caldaie (la potenza erogata scese così a 35 000 shp e la velocità massima a 23,8 nodi). Tutto l'armamento di artiglieria venne modificato in due impianti binati di pezzi da 127 mm e varie combinazioni di impianti tripli e singoli da 25 mm per un totale di ben 67 armi, oltre a due lanciatori e due tramogge per bombe di profondità.

## Unità
| Nome     | Cantiere                  | Impostazione      | Varo             | Entrata in servizio | Destino finale                                                                                   |
| -------- | ------------------------- | ----------------- | ---------------- | ------------------- | ------------------------------------------------------------------------------------------------ |
| Kuma     | Arsenale navale di Sasebo | 29 agosto 1918    | 14 luglio 1919   | 31 agosto 1920      | affondato il 10 marzo 1944 dal sommergibile britannico HMS Tally-Ho al largo di Penang           |
| Tama     | Mitsubishi di Nagasaki    | 10 agosto 1918    | 10 febbraio 1920 | 29 gennaio 1921     | affondato il 25 ottobre 1944 dal sommergibile statunitense USS Jallao al largo di Luzon          |
| Kitakami | Arsenale navale di Sasebo | 1º settembre 1919 | 3 luglio 1920    | 15 aprile 1921      | radiato dal servizio il 30 novembre 1945, avviato alla demolizione nell'agosto 1946              |
| Oi       | Kawasaki di Kōbe          | 24 novembre 1919  | 15 luglio 1920   | 3 ottobre 1921      | affondato il 19 luglio 1944 dal sommergibile statunitense USS Flasher nel Mar Cinese Meridionale |
| Kiso     | Mitsubishi di Nagasaki    | 10 giugno 1919    | 14 dicembre 1920 | 4 maggio 1921       | affondato il 13 novembre 1944 da velivoli statunitensi nel porto di Manila                       |